# Stones Throw Records
Stones Throw Records es un sello independiente de rap con sede en California, Estados Unidos.
Fue fundado en 1996 por el DJ Peanut Butter Wolf. Sus subsellos Now-Again y Soul Cal están especializados en la reedición de discos de soul y funk.
Stones Throw Records es la casa de Madlib y de muchos de sus proyectos: Madvillain, Jaylib, Yesterdays New Quintet, Quasimoto, Sound Directions y Lootpack. Otros artistas que trabajan o han trabajado con el sello son DJ Babu, Rob Swift, Rasco, Breakestra, Oh No, Dudley Perkins, J Dilla y Koushik.
En 2006 el sello ha anunciado la firma de Aloe Blacc, J Rocc, Roc C y Georgia Anne Muldrow.